# Brian Patrick Clarke
Brian Patrick Clarke (Gettysburg, 1 de agosto de 1952) é um ator norte-americano. Ele já participou de diversas produções de televisão e cinema.

## Primeiros anos
Nascido em Gettysburg, na Pensilvânia, Clarke frequentou a Universidade Yale, pela qual graduou-se em 1974. Antes de se tornar ator profissional, destacou-se em diversas competições de futebol americano universitário, incluindo partidas na Yale, Universidade de Memphis e antiga World Football League.

## Carreira
Clarke teve seus primeiros papéis de destaque na televisão no final da década de 1970, ao estrelar a sitcom Delta House e a comédia dramática Eight is Enough. Nesta última, ele interpretou durante dois anos o personagem recorrente Merle Stockwell, um jogador de beisebol presunçoso e apaixonado. Nos anos posteriores, o ator fez participações especiais em muitas outras telesséries, incluindo Baywatch, CSI: Miami e Diagnosis: Murder. Nos Estados Unidos, um de seus trabalhos mais conhecidos foi sua participação em General Hospital, soap opera na qual atuou por cerca de cinco anos interpretando três personagens diferentes. Seu primeiro filme foi o drama esportivo Blood and Guts (1978), seguido de produções como a comédia de terror Sleepaway Camp II: Unhappy Campers (1988) e a comédia romântica Sydney White (2007).

## Vida pessoal
Entusiasta do esporte, Clarke costumava correr maratonas durante a década de 1980, conseguindo vencer algumas delas. É casado com a ex-ginasta artística olímpica Kathy Johnson. Eles têm dois filhos, um dos quais, Sean, é um atleta de salto com vara que compete pela Universidade da Pensilvânia.

### Cinema
| Ano  | Título                             | Papel              | Notas                                     | Ref.  |
| ---- | ---------------------------------- | ------------------ | ----------------------------------------- | ----- |
| 1978 | Blood & Guts                       | Jim Davenport      |                                           | [ 3 ] |
| 1988 | Sleepaway Camp II: Unhappy Campers | TC                 | Título alternativo: Nightmare Vacation II | [ 3 ] |
| 1988 | Private Road: No Trespassing       | Ken Burgess        | Diretamente em vídeo                      | [ 3 ] |
| 1989 | Singapore Harbor                   | "Mac" MacDonald    |                                           | [ 3 ] |
| 1993 | Private Wars                       | Ben Gilmore        | Diretamente em vídeo                      | [ 3 ] |
| 1996 | Ringer                             | Joe                |                                           | [ 3 ] |
| 2003 | Exorcism                           | Sr. Lansing        |                                           | [ 3 ] |
| 2007 | Tournament of Dreams               | Jim                |                                           | [ 3 ] |
| 2007 | Sydney White                       | Professor Carleton |                                           | [ 1 ] |
| 2008 | The Year of Getting to Know Us     | Tom Jacobson       |                                           | [ 1 ] |
| 2008 | Equali-pee                         | Paul               | Curta-metragem                            | [ 8 ] |
| 2009 | H2O Extreme                        | Herb Roberts       |                                           | [ 1 ] |
| 2012 | To Write Love on Her Arms          | Tom Yohe           |                                           | [ 1 ] |
| 2014 | Grace                              | James Turner       |                                           | [ 1 ] |
| 2018 | Killer Island                      | Gordon             |                                           | [ 1 ] |

### Televisão
| Ano     | Título                                       | Papel                        | Notas                                     | Ref.   |
| ------- | -------------------------------------------- | ---------------------------- | ----------------------------------------- | ------ |
| 1977    | The Fantastic Journey                        | Daniel                       | Episódio: "Beyond the Mountain"           | [ 3 ]  |
| 1977    | Eleanor and Franklin: The White House Years  | John Roosevelt               | Telefilme                                 | [ 3 ]  |
| 1979    | Delta House                                  | Greg Marmalard               | Papel regular                             | [ 3 ]  |
| 1979-81 | Eight is Enough                              | Merle 'The Pearl' Stockwell  | Papel regular                             | [ 3 ]  |
| 1980    | One Day at a Time                            | Dewey Laughton               | Episódio: "Farewell, My Suite"            | [ 9 ]  |
| 1980    | Trouble in High Timber Country               | N/E                          | Piloto; título alternativo: The Yeagers   | [ 3 ]  |
| 1982    | King's Crossing                              | Robert Garrett               | Episódio: "Long Ago Tomorrow"             | [ 3 ]  |
| 1982    | T. J. Hooker                                 | Oficial Canfield             | Piloto: "The Protectors"                  | [ 3 ]  |
| 1982    | Fame                                         | Jeff Harris                  | Episódio: Episódio: "Expose"              | [ 3 ]  |
| 1983    | Grace Kelly                                  | John Kelly Jr.               | Telefilme                                 | [ 10 ] |
| 1983-85 | General Hospital                             | Grant Andrews/Andre Chernin  | Papel recorrente                          | [ 3 ]  |
| 1984-88 | General Hospital                             | Grant Putman                 | Papel recorrente                          | [ 3 ]  |
| 1987    | Eight Is Enough: A Family Reunion            | Merle Stockwell              | Telefilme                                 | [ 3 ]  |
| 1989    | Simon & Simon                                | Terry Adamson/Carol Holridge | Episódio: "Simon Says 'Good-Bye'"         | [ 3 ]  |
| 1990    | Paradise                                     | N/E                          | Episódio: "Shadow of a Doubt"             | [ 3 ]  |
| 1990-91 | The Bold and the Beautiful                   | Stephen "Storm" Logan, Jr.   | Papel regular                             | [ 11 ] |
| 1992    | Baywatch                                     | Beggs                        | Episódio: "The Lost Treasure of Tower 12" | [ 3 ]  |
| 1994    | Hart to Hart: Home Is Where the Hart Is      | N/E                          | Telefilme                                 | [ 3 ]  |
| 1995-99 | Touched by an Angel                          | Treinador Mike Johansen/Bud  | 2 episódios                               | [ 3 ]  |
| 1996    | Baywatch Nights                              | N/E                          | Episódio: "Heat Rays"                     | [ 3 ]  |
| 1997    | Diagnosis: Murder                            | Jerry Grayle                 | Episódio: "Malibu Fire"                   | [ 3 ]  |
| 1998    | Sunset Beach                                 | Bob Blythe                   | Papel recorrente                          | [ 3 ]  |
| 1999    | ER                                           | N/E                          | Episódio: "Great Expectations"            | [ 3 ]  |
| 2000    | The Young and the Restless                   | Don Jacob                    | Papel recorrente                          | [ 3 ]  |
| 2000    | Party of Five                                | Marson                       | Episódio: "To Cool for School"            | [ 3 ]  |
| 2000    | City Guys                                    | Treinador Collins            | Episódio: "Kickin' It"                    | [ 3 ]  |
| 2000    | Eight Is Enough: The E! True Hollywood Story | Ele mesmo                    | Teledocumentário                          | [ 3 ]  |
| 2001    | Judging Amy                                  | Todd Stanley                 | Episódio: "The Right Thing to Do"         | [ 3 ]  |
| 2002    | The Division                                 | N/E                          | Episódio: "A Priori"                      | [ 3 ]  |
| 2004    | CSI: Miami                                   | Ted Henderson                | Episódio: "Invasion"                      | [ 3 ]  |
| 2009    | Ace Ventura Jr.: Pet Detective               | Pennington                   | Telefilme                                 | [ 12 ] |
| 2009    | One Tree Hill                                | Gene                         | Episódio: "Some Roads Lead Nowhere"       | [ 13 ] |
| 2009-13 | Drop Dead Diva                               | Curtis Hunter                | 4 episódios                               | [ 12 ] |
| 2012    | The Inbetweeners                             | Sr. Cooper                   | 4 episódios                               | [ 12 ] |